# Věznice Uherské Hradiště
Věznice v Uherském Hradišti byla přistavěna k justičnímu areálu z konce 19. století, původnímu účelu sloužila do roku 1960. Od roku 2020 prochází justiční palác rekonstrukcí a v bývalé věznici má být zřízeno muzeum totality.

## Historie

### Výstavba
Justiční palác s věznicí vznikl po požáru bývalé věznice ve Františkánské ulici. Po reorganizaci soudnictví v roce 1850 se stal krajský soud v Uherském Hradišti odvolacím soudem pro okresní soudy na větší části východní Moravy a tato věznice přestala kapacitně vyhovovat. Tato věznice měla také špatné umístění, protože se nacházela vedle kláštera, kde uprchlí vězni nacházeli bezpečný azyl. Stavba započala roku 1891. Uherské Hradiště bylo upřednostněno před Kroměříží, která o umístění věznice velmi stála. Justiční palác byl vystaven firmou Nekvasil v nákladu 3 miliony rakousko-uherských korun. Společně vzniklo i nové Palackého náměstí, domy advokátů a hotel Grand. Stavba skončila po šesti letech roku 1897.

### V provozu
Za první republiky zde byli vězněni např. účastníci tzv. hodonínské stávky. Za druhé světové války využívalo věznici gestapo jako shromaždiště politických vězňů před transportem do koncentračních táborů. Po válce se zde konaly lidové soudy a na nádvoří věznice veřejné popravy. Prvního února byla provedena reforma státní správy, s níž se stalo území politických krajů totožné s územím krajů soudních. Krajským městem se stal tehdejší Gottwaldov, přesto krajský soud i s jinými úřady kvůli tradici a vybavenosti v Uherském Hradišti zůstal. 
Věznice pokračovala v činnosti a začala éra, kdy zde byli vězněni a týráni lidé nepohodlní tehdejšímu režimu, především rolníci ze Vsetínska, kteří odmítali vydat svou půdu. Rovněž zde ale byli soustřeďováni mj. členové moravských protikomunistických skupin. V letech 1949 až 1954 zde bylo na základě politických obvinění popraveno 16 osob, 11 osob bylo ubito při výsleších a 2 osoby svévolně zastřeleny. S řadou těchto případů jsou spojena jména vyšetřovatelů Aloise Grebeníčka, Jaroslava Turečka a Vladimíra Zavadilíka, a také někdejšího náčelníka uherskohradišťské StB Ludvíka Hlavačky, pozdějšího velitele československé Pohraniční stráže, kteří zde byli spoluzodpovědní za praktikování brutálních výslechových metod, včetně mučení elektrickým proudem (jedno ze zařízení Hlavačka sám navrhl). Takové metody zde byly považovány za zcela běžné a byly otevřeně zaznamenány v oficiální dokumentaci výslechů.

### Zánik
Věznice zanikla spolu s krajským soudem roku 1960 při další reformě státní správy, okresní soud se přestěhoval do budovy okresního národního výboru a justiční správu bývalého kraje převzal Krajský soud v Brně. Dnes v budově Justičního paláce sídlí Střední uměleckoprůmyslová škola Uherské Hradiště a budova bývalé věznice chátrá. Občanská iniciativa za důstojné využití věznice v Uherském Hradišti prosazuje myšlenku pietního využití historicky nejcennějších částí věznice za účelem vytvoření památníku a muzea mocenské perzekuce.

## Galerie

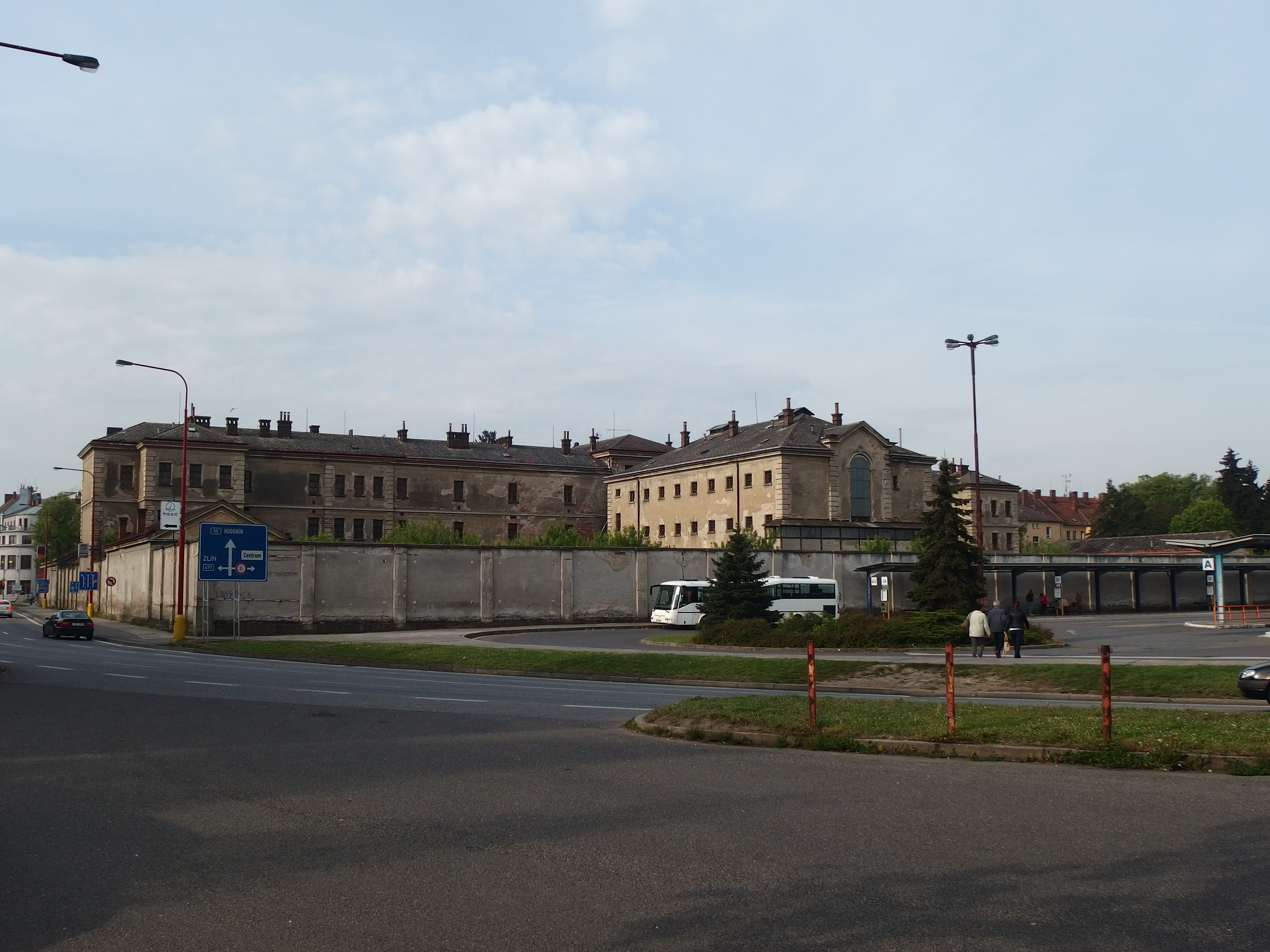
Pohled z Velehradské ulice
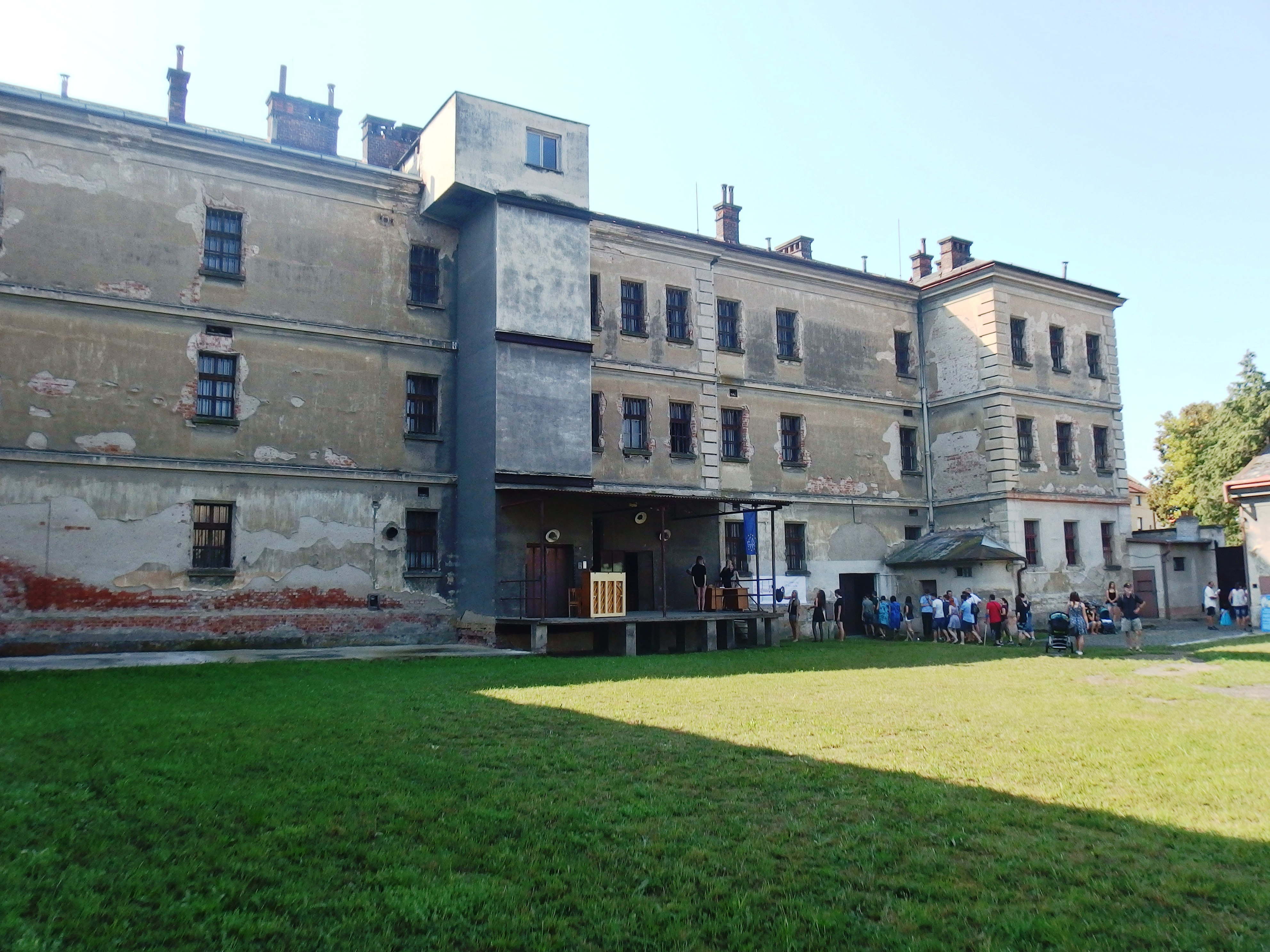
Nádvoří
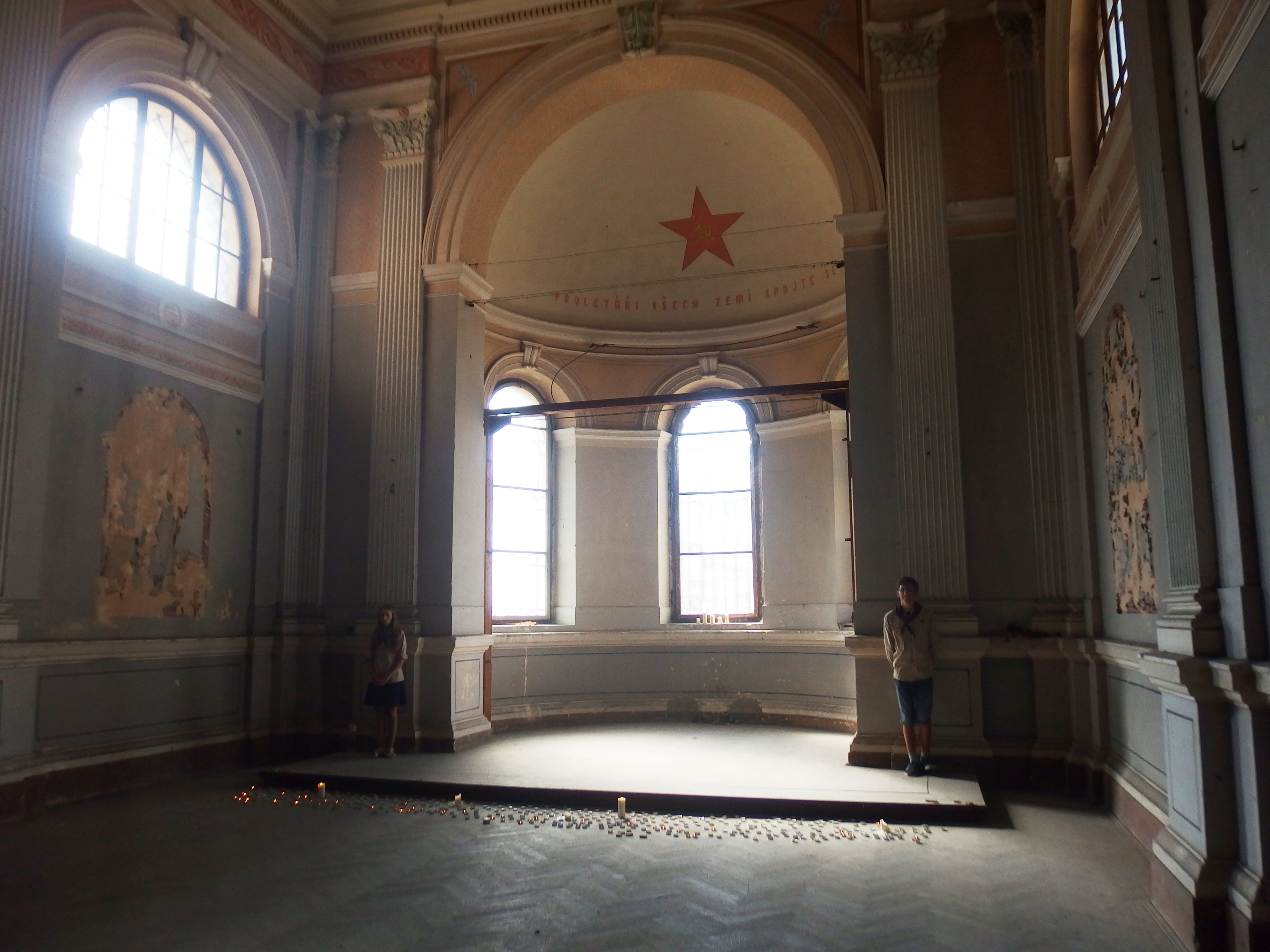
Bývalá kaple
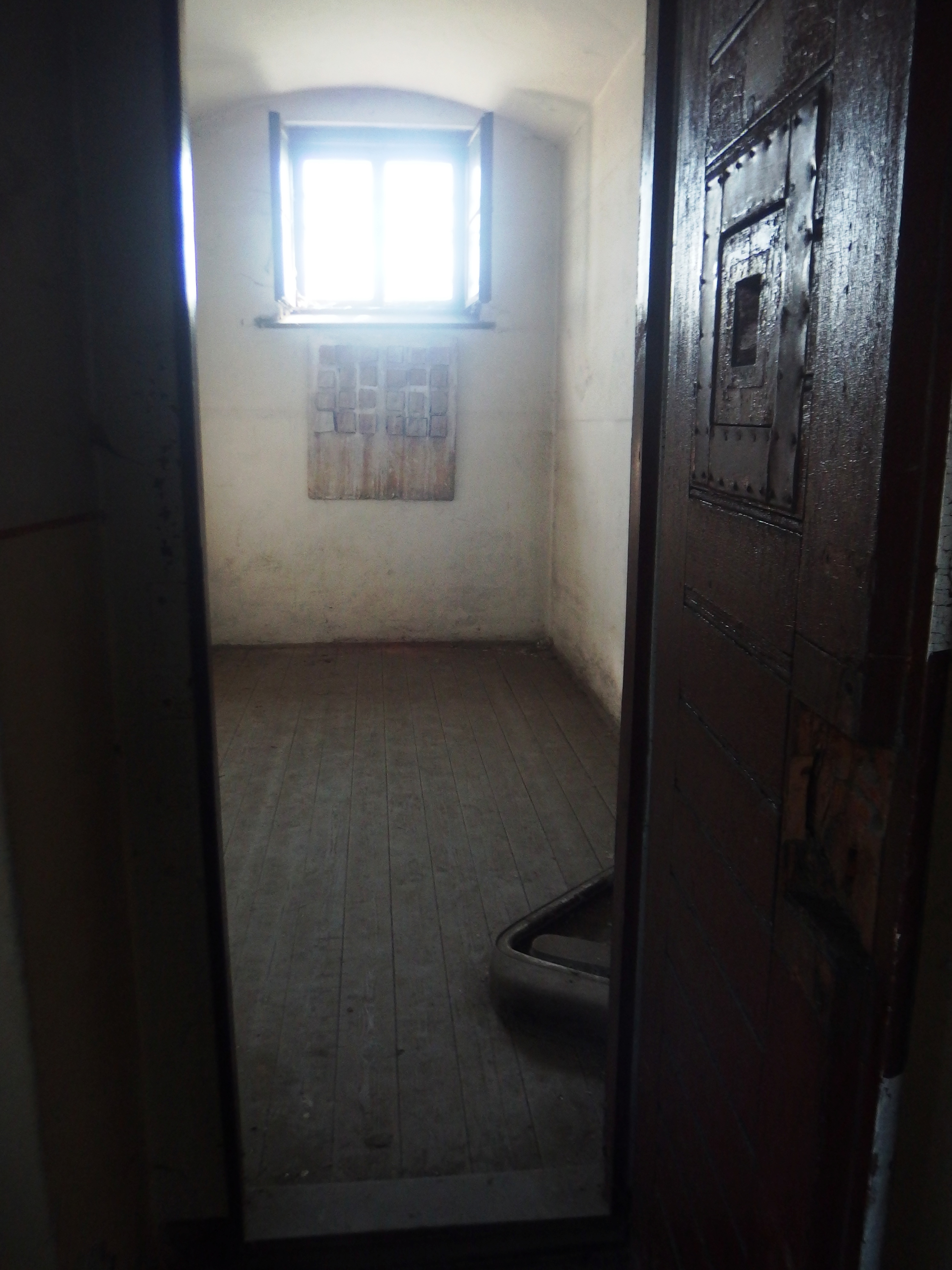
Cela
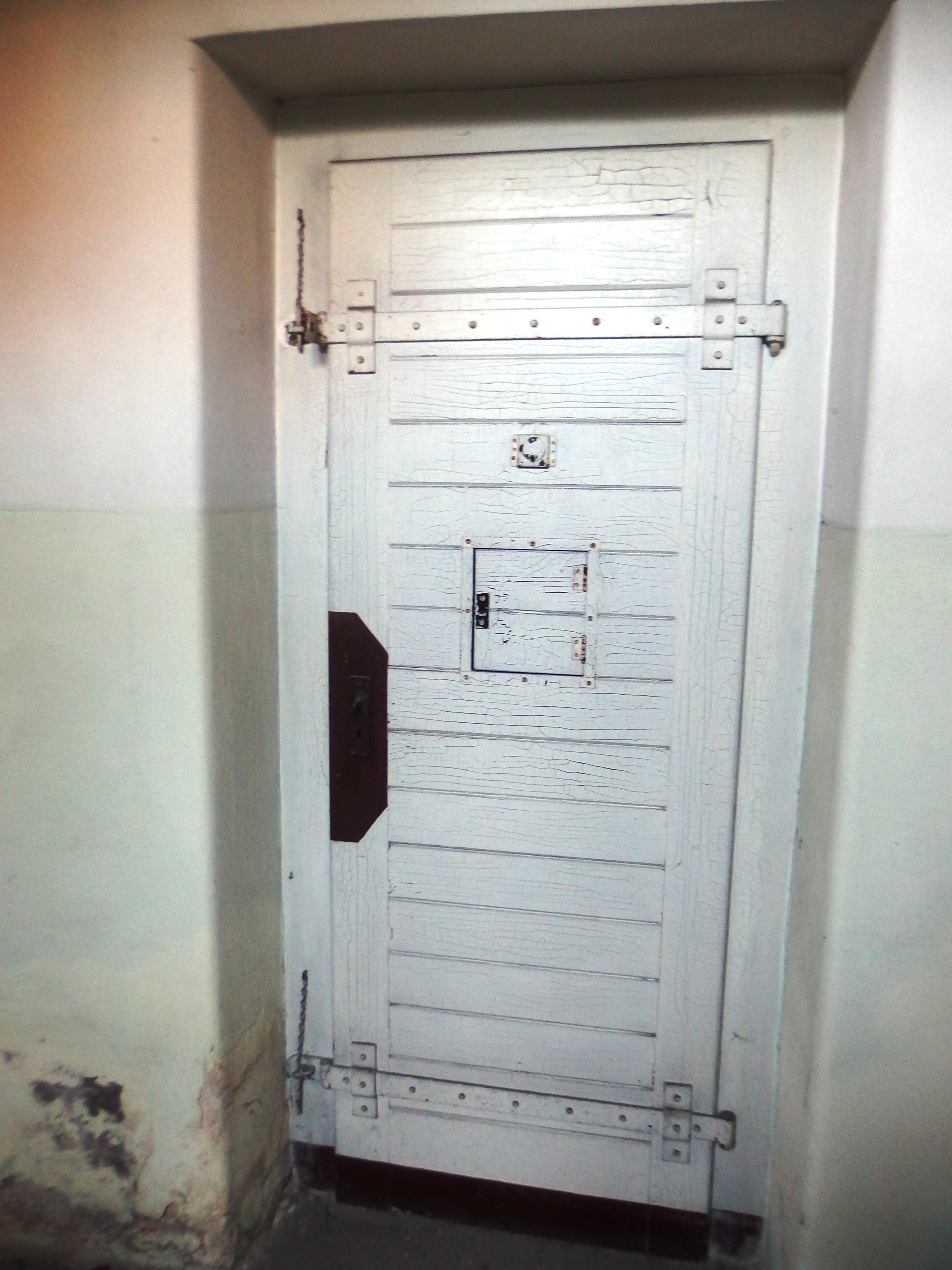
Dveře od cely